# Sarvepalli Radhakrishnan
Sarvepalli Radhakrishnan listenⓘ (5 tháng 9 năm 1888 – 17 tháng 4 năm 1975) là chính khách và nhà triết học người Ấn Độ giữ chức Phó Tổng thống Ấn Độ đầu tiên (1952–1962) và Tổng thống Ấn Độ thứ 2 từ năm 1962 đến năm 1967.